# بطن أهريت
قرية بطن اهريت هي إحدى القرى التابعة لمركز يوسف الصديق في محافظة الفيوم في جمهورية مصر العربية. حسب إحصاءات سنة 2006، بلغ إجمالي السكان في بطن اهريت 23506 نسمة، منهم 12151 رجل و11355 امرأة.